# 万顷沙站 (地铁)
万顷沙站是广州地铁18号线的南端终点站，位于中国广东省廣州市南沙区在建国铁南沙站的地底，于2021年9月28日随18号线首通段开通而启用。
18号线在本站与东北侧的万顷沙车辆段接軌。本站同时為目前廣州地鐵線網位處最南的車站。
本站虽根据传统片区名命名“万顷沙站”，但车站并非属于万顷沙镇的管辖范围，接驳的国铁车站亦非以“万顷沙”为名。

## 车站结构

### 车站楼层
本站共有两层，其中地面为车站各出入口，车站周边为在建的国铁南沙站以及其它建筑；地下一层为站厅，地下二层为站台。
| 地下一层 | 站廳                       | 售票機、客服中心、商店、警務室、安檢設施 |  |  |
| 地下二层 | 1 站台                     | █18号线 冼村方向（下站：横沥）           |  |  |
|          | 岛式站台（卫生间、母婴室） |                                          |  |  |
|          | 2 站台                     | █18号线 终点站台                         |  |  |

### 站厅
万顷沙站站厅設有自动售票機及智能客務中心。
为方便行人进出，万顷沙站站厅东侧被划分为收费区，收费区内设有多组扶手电梯，楼梯和专用电梯可供乘客前往站台。

### 站台
本站设有一个岛式站台，位于待建的国铁南沙站站房和路轨的地底。本站的卫生间和母婴室设于站台北端。
另外，本站站台北端设有一条渡线，可供列车进行站前折返。南端設有往返万顷沙车辆段的出入段線，出入段線路軌之间设有一組交叉渡線，供初期运营时的所有18號線列車进行折返。同时两侧的正線末端預留往南延伸的條件。

### 出入口
万顷沙站目前设有4个出入口，其中2个出入口可供乘客进出。其中车站东北侧的A、B口在车站启用时同步启用；后于2023年9月11日为配合15号线车站建设而暂时关闭，并同步启用西南侧的C、D口。
|                                           |                                                       |      |            |                            |
| 编号                                      | 设施                                                  | 照片 | 出口指示   | 建议前往的目的地           |
| A                                         |                                                       |      |            | （暂时关闭）               |
| B                                         |                                                       |      |            | （暂时关闭）               |
| C                                         | 盲道标志 · 升降机标志 · 无障碍通道标志 · 扶手电梯标志 |      | 同安东围路 | 公交：地铁万顷沙站（北行） |
| D                                         | 盲道标志 · 升降机标志 · 无障碍通道标志 · 扶手电梯标志 |      | 同安东围路 | 公交：地铁万顷沙站（南行） |
| 註： 設有 \| 設有 \| 設有 \| 設有扶手電梯 |                                                       |      |            |                            |

## 接驳交通
万顷沙站旁设有万顷沙地铁站公交车站。
| 编号 | 编号   | 线路             | 线路 | 线路         | 收费  | 备注       |
| ---- | ------ | ---------------- | ---- | ------------ | ----- | ---------- |
|      | 南沙10 | 新兴村委         | ⇆    | 地铁万顷沙站 | 3元   | 30–45分/班 |
|      | 南沙11 | 医谷（视联科创） | ⇆    | 新垦         | 2元   | 60分/班    |
|      | 南沙21 | 广州船坞         | ⇆    | 新垦         | 3–4元 | 30–60分/班 |

| 编号 | 编号   | 线路         | 线路 | 线路   | 收费 | 备注       |
| ---- | ------ | ------------ | ---- | ------ | ---- | ---------- |
|      | 南沙2  | 蕉门公交总站 | ⇆    | 新垦   | 3元  | 20–30分/班 |
|      | 南沙25 | 万顷沙       | ⇆    | 十九涌 | 3元  | 30–60分/班 |
|      | 南沙30 | 嘉安花园     | ⇆    | 红港村 | 2元  | 60分/班    |

## 历史
万顷沙站主体结构于2020年7月封顶，车站的属地管理、调度指挥、设备设施使用管理“三权”于2021年7-8月间移交予运营方。
2021年9月28日，本站随18号线首通段开通正式启用。
2022年年末疫情期间，本站曾受防控措施影响，于11月26日至11月30日下午暂停服务。

## 未來發展

### 18号线南延（南沙至珠海（中山）城际）
根據《粤港澳大湾区（城际）铁路建设规划》，18号线將由万顷沙站继续往南延伸至中山和珠海，屆時万顷沙站將從18号线南端終點站變為中途站。

### 15號線

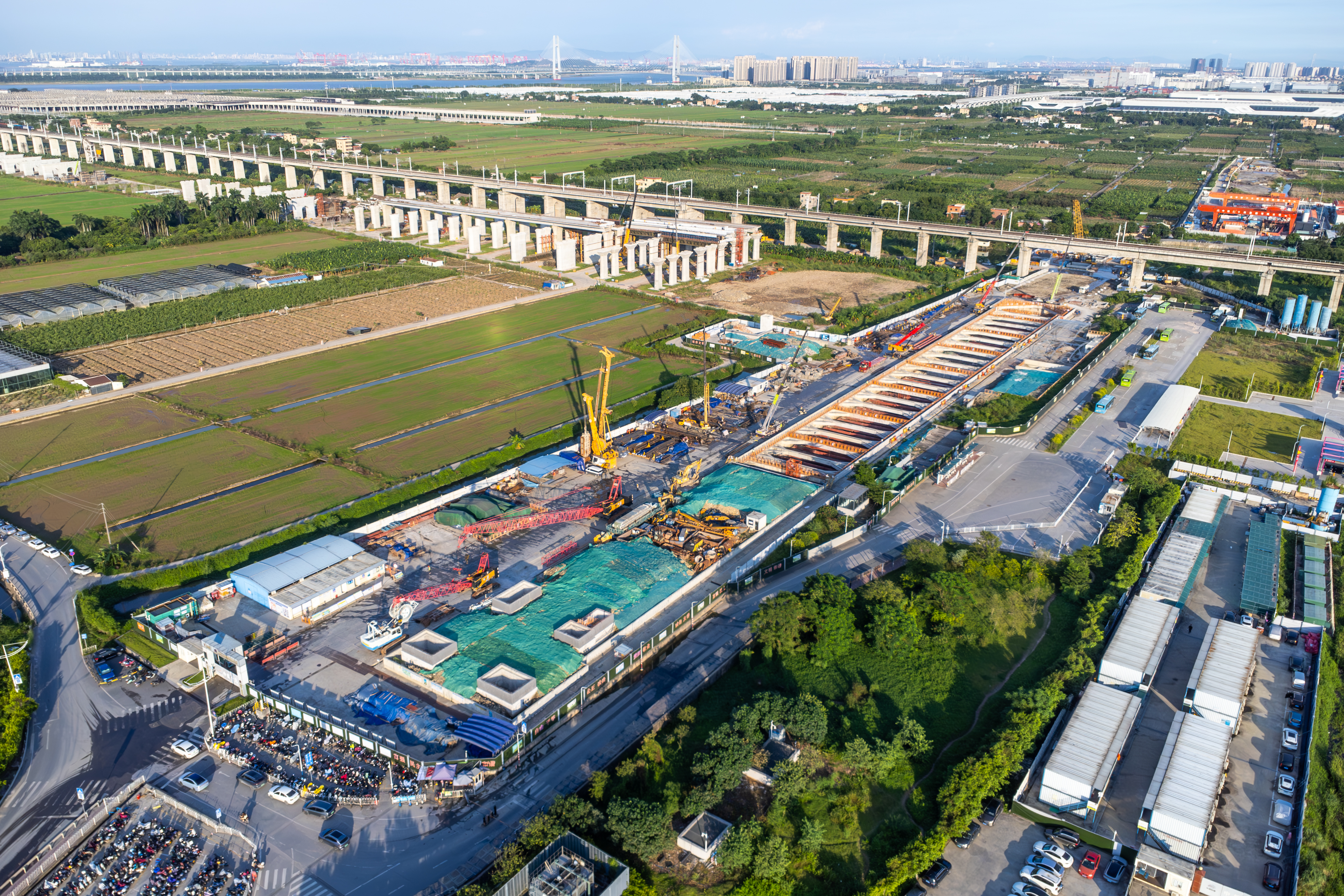
15号线车站工地（2024年9月）

根據规划，15號線將設有萬頃沙站，但18號線設計之初並未預留與15號線的換乘位置。15号线车站总长320米，标准段宽22.5米。其将建于18号线车站东北侧，两线车站呈平行布置，并将通过站厅付费区通道连接。
截至目前，15号线尚未获批，但15号线车站已于2022年3月26日以“南沙站综合交通枢纽地铁预留工程”的名义开建。